# 緊急追捕令
《緊急追捕令》（英語：Dirty Harry）是一部1971年美國動作犯罪驚悚片，由唐·席格執導並與羅伯特·達利共同擔任監製。劇情描述由克林·伊斯威特主演的舊金山警察局（SFPD）重案組督察「骯髒哈利」哈利·卡拉漢追查一名連環殺手的故事。該片為「骯髒哈利系列電影」的首部作品，其靈感來自真實案例黃道十二宮殺手。
《緊急追捕令》於1971年12月23日在美國上映，並獲得了成功的評價和票房，以及奠定了警察電影的類型風格。之後，該片又推出了四部續集，依序為《緊急搜捕令》（1973年）、《全面追捕令》（1976年）、《撥雲見日》（1983年）和《賭彩黑名單》（1988年）；其中，僅《撥雲見日》是由伊斯威特擔任導演。
2012年，《緊急追捕令》因「文化上、歷史上和審美上的重要價值」而被美國國家電影保護局指定收藏於國會圖書館中。

## 劇情
在加利福尼亞州舊金山，一名神秘的殺手在樓頂上使用高精度狙擊步槍殺死了在對面棟頂樓游泳池戲水的一名女孩。當警方到達犯罪現場後，SFPD重案組督察哈利·卡拉漢發現了殺手留有一封署名「天蠍」的勒索信；對方表示，如果該市不支付他10萬美元的話，他將繼續随机狙杀其他市民。這使市長找來卡拉漢及布萊斯勒共同討論對策。
在午餐時間，卡拉漢開槍阻止了一場銀行搶案。他殺死了兩名搶匪和打傷了一名黑人搶匪；面對受傷的黑人搶匪，卡拉漢發現他打算將一旁的槍拿起反擊，但卡拉漢則對他說出自己的觀點：
我知道你在想什麼：「他開了六槍還是五槍？」說實話，我太興奮到早就忘了。但這是世上最厲害的手槍.44麥格農，能把你的腦袋打飛，你應該問自己一個問題：「我感到幸運嗎？」你覺得呢，痞子？

黑人搶匪投降後，他告訴卡拉漢他必須知道.44麥格農裡是否還有子彈。卡拉漢用槍指著他並按下扳機，結果因沒有子彈（空槍）而笑了起來。
儘管成功阻止搶案，但卡拉漢的右腳受了傷並在醫院中度過短暫的時間，但他仍打算繼續處理天蠍的案子。他被布萊斯勒分配了一名新的警察合作夥伴齊科·岡薩雷斯，他認為岡薩雷斯是個沒有經驗的新手。另一方面，天蠍不滿意市長在報上表示需要時間來籌錢，因此在公園附近的頂樓上尋找下一個目標，但卻被警用直升機發現，使他被迫放棄並逃跑。卡拉漢和他的新搭檔岡薩雷斯在晚上於街上開車時，岡薩雷斯似乎看見了一名神似犯人的人，使得卡拉漢跟蹤他到一所住處中，卡拉漢從一扇窗中看著對方和一名女性打算發生性行為，但卻被鄰居認為他是在偷窺湯姆和他女友瑪莉而打了他，直到岡薩雷斯出面阻止。之後，兩人又阻止了一場跳樓案。
根據天蠍的訊息，他決定接下來要殺死城市中的一名天主教神父。使得卡拉漢和岡薩雷斯在挑好埋伏點後，便在教堂另一邊的屋頂上觀察，以拿下天蠍。卡拉漢在觀察時，再次因一名房間中的裸女而分心。當天蠍現身時，雙方展開了一場槍戰，最後天蠍成功逃走並殺死了一名偽裝成牧師的警察。
天蠍向警方提出了第二次贖金要求，稱自己現在綁架了一名十幾歲的女孩，如果他的要求沒有得到滿足，那名女孩在明晚就會死。卡拉漢被分配到向對方提供充滿贖金的任務，且岡薩雷斯這時才知道為何卡拉漢會被稱作「骯髒哈利」，因為警方什麼麻煩事都會推給他來做。卡拉漢帶著錢在晚間於碼頭附近等候時，到附近的公共電話得知了天蠍的指示，對方要求他用另外一個公用電話去城市的另一個地方，以確保他是一個人來。卡拉漢在整個城市四處遊走後，在戴維森山除了遇見想成為強盜的年輕人外，他還在該處的大型十字架下遭蒙面的天蠍襲擊。一直在跟蹤他們的岡薩雷斯前來與對方展開槍戰，最後中彈受傷；未拿好錢的天蠍則因腳被卡拉漢刺傷而急忙逃走，並到一家醫院治療。
警方得知了天蠍療傷的醫院後，一名醫生回憶說自己先前曾遇到過天蠍，記得他住在基澤體育場的一個房間裡，他也在那工作。在岡薩雷斯住院後，卡拉漢和同事迪喬吉歐前往該體育場，並在那裡找到了天蠍。在體育場的一場追逐中，卡拉漢最先射傷了天蠍，並站在天蠍受傷的腳上折磨他，以要求天蠍說出被囚禁女孩的位置。這名女孩後來被發現死在附近的一口井中。
事後，地方檢察官威廉·T·羅斯科告訴卡拉漢說，他的私刑行徑侵犯了天蠍的人權，加上卡拉漢又沒有搜索證就闖入對方的家中，使得他們必須放走天蠍，且天蠍的槍和死去的女孩在庭上都沒法作為證據；這使卡拉漢相當不滿，便利用業餘時間跟蹤著天蠍。當天蠍發現自己遭到跟蹤時，便付了一名男人200美元，狠狠的揍了自己一頓，然後到醫院中向媒體透露自己是個警察暴行下的受害者。在卡拉漢被局長質問並要求不准在跟蹤天蠍後，岡薩雷斯則為了妻子決定退出警察部隊。
打算再犯行的天蠍到一間先前曾被搶劫多次的雞尾酒店，並搶了老闆的槍和錢。之後，他劫持了一輛校車，並向警方要求將從聖羅莎機場飛出的一架飛機上放置贖金。卡拉漢在得知市長打算只付贖金而不打算抓天蠍後，便在該校車前往機場的路上從交流道上跳上校車的車頂。卡拉漢迫使天蠍下車後，後者逃到附近的一處採石場，並與對方展開交火。天蠍的河邊挾持了一名正在釣魚的男孩並要求卡拉漢放下手槍，但反被對方打傷左肩。當卡拉漢靠近並發現天蠍打算拿掉在前面的槍時，卡拉漢再次說出了說出自己的觀點：「這是世上最厲害的手槍.44麥格農，能把你的腦袋打飛，你應該問自己一個問題：『我感到幸運嗎？』你覺得呢，痞子？」但天蠍仍打算拿槍反擊；與之前的遭遇不同的是，由於卡拉漢的槍中確實還留有一顆子彈，這使天蠍為此中槍死去。卡拉漢成功將他就地正法後，便拿出自己的督察徽章並扔到了水中，然後轉身離去。

## 演員
- 克林·伊斯威特飾演哈利·卡拉漢[5]：SFPD重案組督察，我行我素，外號「骯髒哈利」。
- 安德魯·羅賓森（英语：Andrew Robinson (actor)）[5]飾演查爾斯·「天蠍」·戴維斯[註 1]：連環殺手。
- 哈瑞·嘉迪諾（英语：Harry Guardino）[5]飾演艾爾·布萊斯勒中尉：SFPD重案組督察，卡拉漢的上司。
- 蘭尼·桑托尼（英语：Reni Santoni）[5]飾演齊科·岡薩雷斯：SFPD重案組督察，卡拉漢的新搭檔。
- 約翰·維儂（英语：John Vernon）[5]飾演舊金山市長：與局長、布萊斯勒和卡拉漢共同處理「天蠍」一案。
- 約翰·拉爾希（英语：John Larch）[5]飾演SFPD局長：布萊斯勒和卡拉漢的上司。
- 約翰·米托雀姆（英语：John Mitchum）[5]飾演法蘭克·「胖子」·迪喬吉歐：SFPD重案組督察。
- 伍德羅·帕弗雷（英语：Woodrow Parfrey）[5]飾演傑菲：餐館老闆。
- 喬瑟夫·薩默爾（英语：Josef Sommer）[5]飾演威廉·T·羅斯科：地區檢察官。
- 阿爾伯特·包普維爾（英语：Albert Popwell）[5]飾演銀行搶匪：被卡拉漢制服的搶匪。
- 露絲·科巴特（英语：Ruth Kobart）[5]飾演瑪契拉·普拉特：校車司機。

## 製作

### 發展
最初，《緊急追捕令》的劇本名為《Dead Right》，由哈利·朱利安·芬克和R·M·芬克撰寫，故事講述紐約市警督察哈利·卡拉漢決定不擇手段來阻止連環殺手崔維斯。最初的故事草案是以一名警察狙擊手來射殺天蠍，而不是卡拉漢。而另一個更早的故事版本是將場景設定於華盛頓州西雅圖。該片共擁有著四篇初稿劇本。

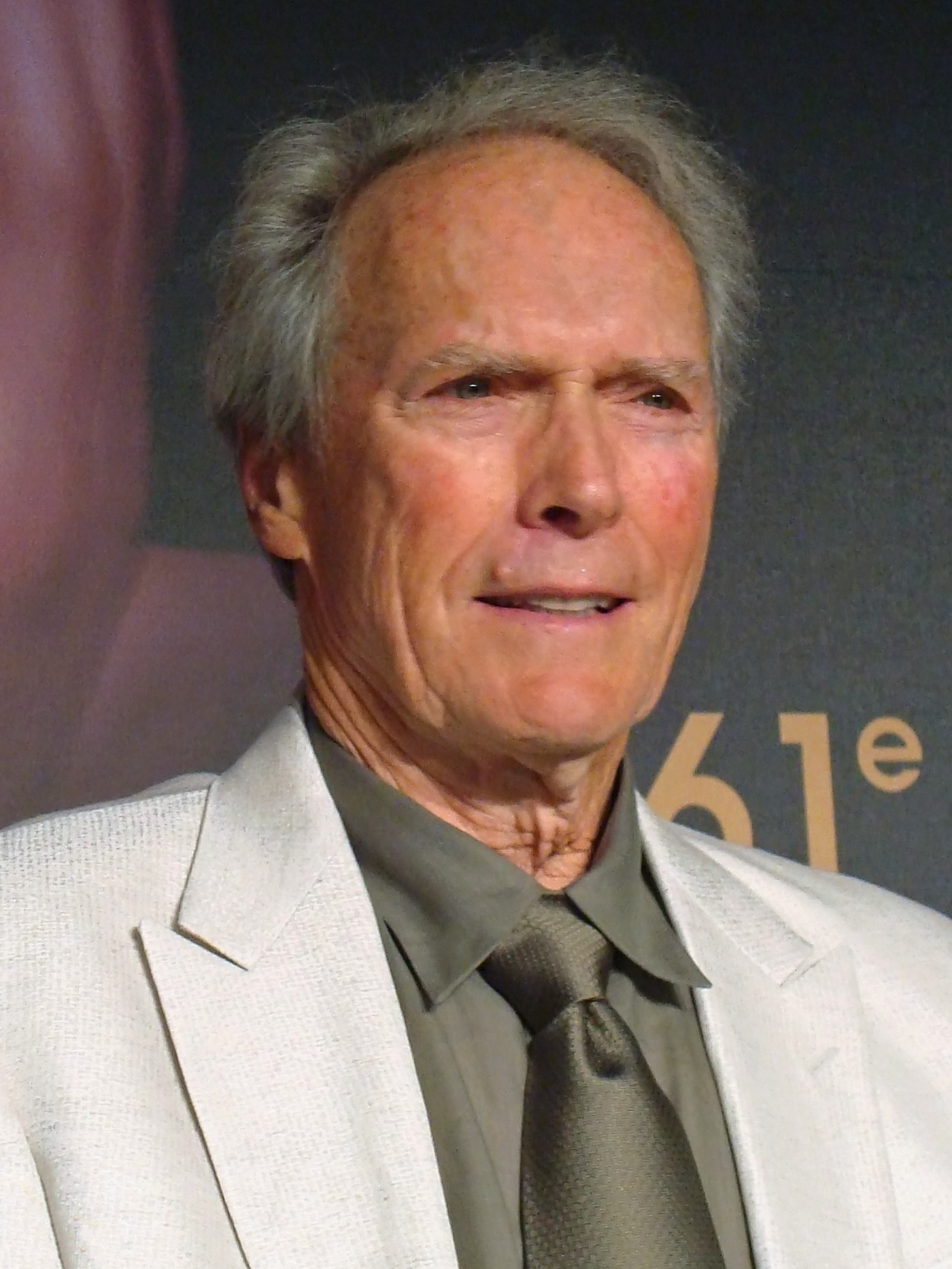
該片的主角哈利·卡拉漢／骯髒哈利是演員克林·伊斯威特的代表性角色之一。

儘管哈利·卡拉漢／骯髒哈利是克林·伊斯威特的代表性角色之一，但他並不是這角色最優先考慮人選。卡拉漢最初考慮的飾演者為約翰·韋恩和法蘭克·辛納屈；後來，候選人又加上了勞勃·米契、史提夫·麥昆和畢·蘭卡斯特。喬治·C·史考特於1980年在與《花花公子》的採訪中聲稱，他最初被選為卡拉漢的演員，但因劇本中的暴力性使他拒絕。當製片人詹寧斯·蘭最初找不到演員來演卡拉漢時，他把電影的版權賣給了ABC電視。雖然ABC想把它拍成一部電視電影，但劇本中的暴力成份對電視來說實在太超過，所以又將版權賣給了華納兄弟。
華納兄弟買下劇本後，最想讓法蘭·辛納屈來主演。辛納屈在當時已經55歲，由於哈利·卡拉漢的角色是在50年代中後期寫成的（當時的伊斯威特已41歲），所以辛納屈很符合角色的設定。起初，華納兄弟想讓薛尼·波勒或爾文·克許納來執導。克許納最終被雇用時，辛納屈也將擔任主演，但之後兩人皆退出該項目。
當辛納屈被選上時，約翰·米利厄斯被要求撰寫劇本。米利厄斯聲稱他被要求在三個星期內撰寫一份適合辛納屈的劇本。泰倫斯·馬利克於1970年11月撰寫了電影的初稿劇本（哈利·朱利安·芬克和R·M·芬克此時仍掛名著共同編劇），其中，狙擊手（又叫崔維斯）被設定為專門殺害逃脫正義刑責的富人之角色。而馬利克的這項構想則成為了續集《緊急搜捕令》的故事基礎，儘管狙擊手的設定被改為一群摩托車警察。
該片的相關細節最先於1970年4月、9月和11月在業界的貿易文件中發布，法蘭·辛納屈將飾演哈利·卡拉漢，爾文·克許納將擔任導演兼製片人，而亞瑟·雅各布森則會擔任監製。
在辛納屈離開該項目後，製片人開始考慮讓年輕的演員來詮釋卡拉漢。畢·蘭卡斯特拒絕演出主角，因為他強烈地不同意這故事中的暴力。他認為這個角色和情節與自己對犯罪和社會正義的集體責任，以及保護個人權利的信念相互矛盾。演員馬龍·白蘭度也曾被考慮過，但從未正式洽談。而史提夫·麥昆和保羅·紐曼也都拒絕出演該角。麥昆因拒絕在《警網鐵金剛》（1968年）之後拍另一部警察電影，且他也以相同的原因回絕了同於1971年上映的《霹靂神探》。紐曼相信這個角色對他來說太「右翼」，因此建議該片找伊斯威特來演較好。
詹寧斯·蘭最初於1969年左右引起了伊斯威特的注意。華納兄弟在他的導演處女作《迷霧追魂》（1971年）的後期製作中為他提共了一小部分的協助。到了1970年12月17日，透過華納兄弟的新聞稿宣布，伊斯威特將主演《緊急追捕令》，並會透過他的馬爾帕索公司來製作。
伊斯威特接演後得到了一些劇本，但他最終還是原來最好的那份。於2009年的MTV採訪時，伊斯威特說，「我只對原稿感興趣。」回顧1971年的這部唐·席格電影，他仍記得「[重寫改變了]這一切。最後還有海軍狙擊手出現了，他說，『（海軍狙擊手）追殺殺手的橋段失去了整個故事的重點，這齣戲就變成失去故事本質的大雜演。』他們說，『好吧，做你想做的。』所以，我們就做且做成了。」
伊斯威特也同意只在由席格執導的條件下出演電影。席格當時與環球公司簽約，伊斯威特親自前往該影業找負責人，要求他們將席格「借」給華納。與此同時，兩人剛剛完成了電影《牡丹花下》（1971年）。
天蠍一角是些微地改編自真實案例黃道十二宮殺手，是名不明身份的連環殺手，曾於幾年前在舊金山灣區犯下五次謀殺。蓋瑞·史蒂芬·克里斯特的元素也被加入到了該角色的塑造中，天蠍像克里斯特一樣，綁架了一名年輕的女孩，並在要求贖金的同時將她埋葬。在後來的電影小說中，天蠍被稱為「查爾斯·戴維斯」，是名來自麻薩諸塞州春田市的一名前精神病患者，且他在十幾歲的時候曾謀殺他的祖父母。這本書和電影有很大的不同，其中的不同是的包括：在書中天蠍使用占星術來作決定、刪掉了哈利參與的跳樓案等。奥迪·墨菲最初被認為是天蠍的演員，但在他決定前就已死於飛機墜毀。當克許納和辛納屈仍參與著這個項目時，詹姆士·肯恩也正在考慮出演天蠍一角。最後該角讓當時並不有名的演員安德魯·羅賓森來演。因為伊斯威特曾在看完羅賓森的一部名為《Subject to Fits》的劇本後，便推薦他飾演天蠍一角；他邋遢的外表很適合演一名心理不平穩的嬉皮士。席格告訴羅賓森說，要他在演天蠍時，有著一張「像唱詩班的臉」。羅賓森的詮釋令人難忘，並在電影上映後，據報導，他收到了幾封死亡威脅，這迫使自己使用一個不公開的電話號碼。在現實生活中，羅賓森是名譴責使用槍枝的和平主義者。據報導，羅賓森在《緊急追捕令》的早期拍攝中，每次需要使用槍械時都會感到不適。後來，席格被迫暫時停止《緊急追捕令》的製作，並讓羅賓森進行短暫的培訓，以便學習如何有說服力的用槍。
約翰·米利厄斯說，他對這部電影的主要貢獻是「大量的槍枝和骯髒哈利作為一名無情警察的態度。我想，如果你看一下我的工作，很明顯有哪些部分是屬於我的。身為警察的他除了徽章外和殺手沒什麼不同，而且還相當地寂寞.....我想以黑澤明的偵探片方面，來希望他像《野良犬》一樣。」他補充說：
在我的版本劇本中，有更多的米利厄斯式垃圾話，我會讓殺手在公車上使用火焰噴射器，我試圖讓這個人盡可能地離譜點。我讓他得到了一名警方的攝影師，給所有在學校排隊的孩子們拍了張照片，他在學校綁架了他們，以及在他提出要求後將這張照片給另一名警察看。他想要一架747把他帶到一個沒有警察打擾的國家（米利厄斯大笑起來）之類的可怕事情。這最終就像是孩子們的畢業照一樣，以及老師說，「安德魯·羅賓森底下的那是什麼？」，另一名警察說：「這是個闊刀地雷。」老師問：「什麼是闊刀地雷？」我們則聽到了哈利的聲音說：「如果他按下開關，那他們都會是義大利麵條。」而長官說：「這夠了吧，哈利。」每個人都說：「約翰這太過火了，我們不能讓米利厄斯搞這種事。」我希望這個人一直都很離譜，且他也就是。我認為席格將他受限了。

約翰·米利厄斯本身擁有《緊急追捕令》和《緊急搜捕令》的主要攝影時實際使用的史密斯威森M29左輪手槍模型。2012年3月，該槍被借調至維吉尼亞州費爾法克斯的國家軍火博物館，並在威廉·B·魯格的好萊塢槍枝畫廊中展出。

### 拍攝
曾在電視劇《曠野奇俠》中與伊斯威特合作的服裝設計師葛倫·萊特在該片負責製作卡拉漢獨特的老式棕色和黃色外衣，以強調自己在追求犯罪方面的強力價值觀。《緊急追捕令》的主體拍攝從1971年4月開始，除了有在夜間拍攝的鏡頭外，還以空拍的方式拍攝舊金山市，而這也是該系列電影著名的一項技術。當伊斯威特在拍攝從橋上跳到被劫持的校車車頂上時，這段特技是由他本人親自上陣完成，而沒有使用替身。此外，伊斯威特也執導了跳樓自殺者的那段場景。
在片中，當卡拉漢取下他的槍時，天蠍說了句：「我的天，好大的傢伙。」這是羅賓森的一句隨口說出的詞彙。劇組人員們對於此雙關語感到哈哈大笑，使該段不得不重來一起，但該橋段最後仍留了下來。
在片尾，卡拉漢將徽章投入水中的一舉動是致敬於1952年電影《日正當中》。伊斯威特起初並不想扔出這枚徽章，因為這代表他不再繼續當警察。席格認為，拋出徽章是代表著卡拉漢拋棄了警察的原則和官僚主義的無能之表現。儘管伊斯威特曾試圖說服席格別讓卡拉漢這麼做，但在拍攝該場景時，伊斯威特最終改變了主意並照著席格的意思來做。

#### 拍攝地
《緊急追捕令》主要的取景地為加利福尼亞州的舊金山、馬林縣和洛杉磯郡。此外，某一晚，伊斯威特和席格曾在基澤體育場中觀看舊金山49人賽季的最後一場比賽，此處圓形劇場式的場景被認為是卡拉漢遇到天蠍的拍攝場景之一。

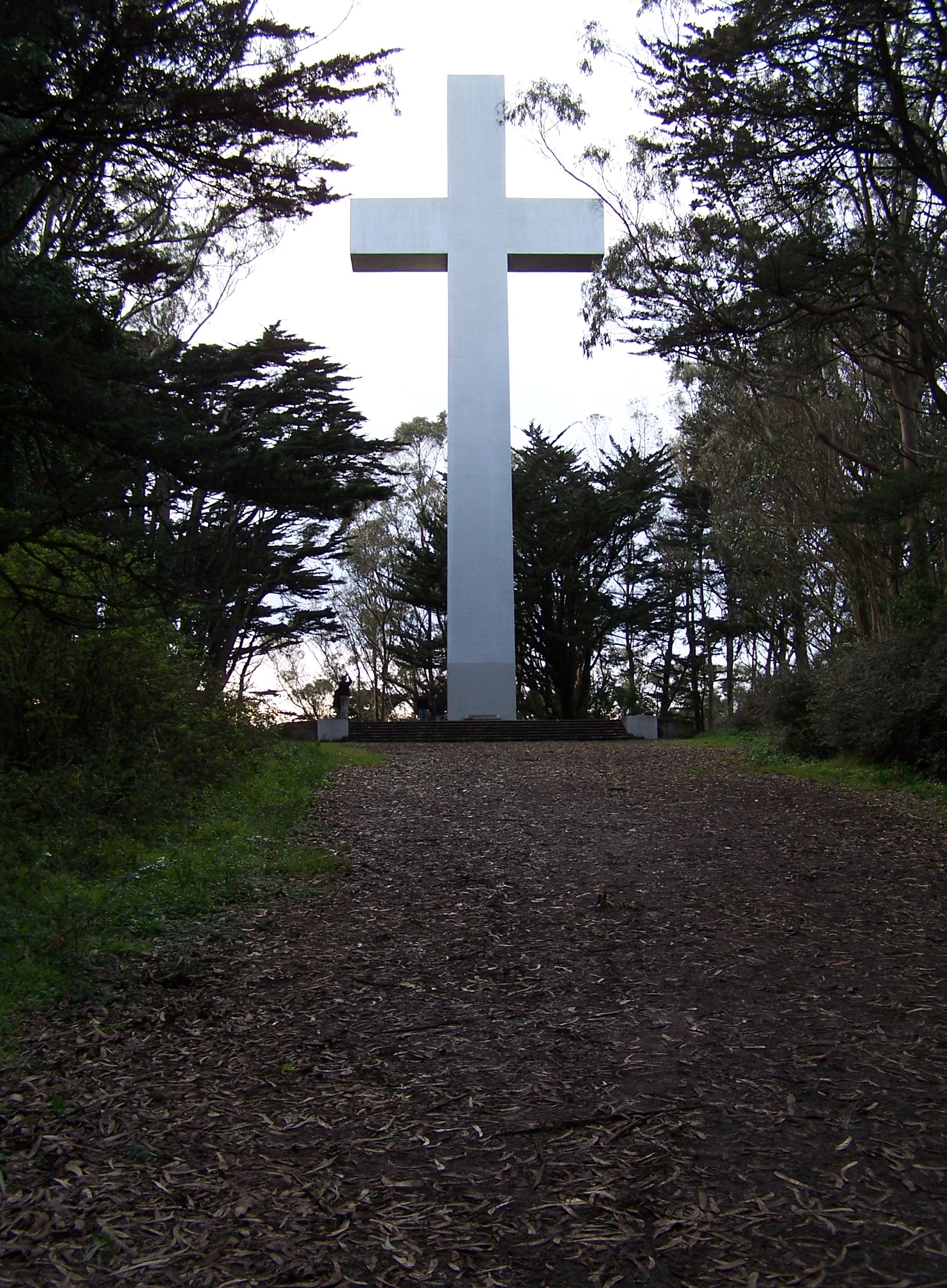
戴維森山 (加利福尼亞州)中的大型十字架，為卡拉漢等待天蠍的地方。

該片在舊金山的取景地包括加利福尼亞街555號（美國銀行中心）、舊金山金融區希爾頓酒店（電影開場的屋頂游泳池場景）、戴維森山（卡拉漢在大型十字架下方的場景）、基澤體育場與金門公園（卡拉漢遇到天蠍的場景）、大艾爾酒吧（脫衣舞孃酒吧），以及華盛頓廣場的聖伯多祿聖保祿教堂（被天蠍盯上的教堂）。
在片中，卡拉漢吃中餐和與銀行搶匪交火的場景為好萊塢環球影城的舊金山街。此外，卡拉漢和天蠍最後交鋒的場景是位於馬林縣的哈欽森採石場（Hutchinson's Rock Quarry），該地後來被改建成拉克斯普蘭丁購物中心和碼頭。

### 音樂
《緊急追捕令》的配樂是由拉洛·雪弗林負責作曲，且之前曾與導演唐·席格合作過《黑街喋血》（1968年）與《牡丹花下》（1971年），而這兩部片也同樣都是伊斯威特所主演。雪弗林為《緊急追捕令》作曲時融入了各種風格的音樂，包括古典音樂、爵士樂和迷幻搖滾，以及艾達·迪蘿索風格的人聲；該配樂成為了「大約25年前，能被描述為酸爵士類型的開始」。評論家認為，《緊急追捕令》配樂的影響力是「至關重要，每天在電影、電視、現代爵士樂和搖滾樂中都能聽見。」

## 發行
《緊急追捕令》於1971年12月23日在美國上映；此前，該片也曾於1971年12月21日在舊金山的市街電影院首映，1971年12月22日在洛杉磯和紐約市的限定戲院試映。2017年2月11日，《緊急追捕令》於日本的讚岐影展上放映。

## 反響

### 評價
《緊急追捕令》上映後獲得了普遍正面的評價，且被認為是1971年最好的電影之一。該片在爛番茄網站上持有95%的新鮮度。且也獲得了愛倫·坡獎最佳影片。
但片中的某些情節仍引起了爭議，包括對警察暴行、被害人權利和執法性質等問題上的爭論。尤其女性主義者對該片感到憤慨，並在舉行第44屆奧斯卡金像獎的桃樂絲·錢德勒大廳外頭抗議，他們高舉如「骯髒哈利是個爛豬」等標語。
《時代雜誌》的傑·柯克斯對於伊斯威特所詮釋的骯髒哈利表示讚賞，並形容他為「他至今為止表現最好、緊張、堅強、充滿了對他角色上的隱性認同。」記者兼影評人尼爾·蓋布勒也稱讚了伊斯威特在電影中的表現：「看著克林·伊斯威特在做他的事，有一種難以置信的樂趣，而他也做得那麼好。」影評人羅傑·伊伯特在稱讚了電影技術上的優點的同時，也批評了其「法西斯的道德立場」。部份的菲律賓警察部隊曾將該片作為訓練影片使用。
約翰·米利厄斯在後來表示，他相當喜歡這部電影；並說：「我認為這是一部很棒的電影，是最近幾部最偉大的電影之一，比《教父》更重要。它比其他部加起來還好；我不認為這是如此出色的編劇或如此出色的表演，席格可以比任何人獲得更多的榮耀。」
自上映以來，《緊急追捕令》獲得的聲譽越來越高，並被多家媒體列入影史最佳電影的榜單中。2008年，《緊急追捕令》被《帝國雜誌》評選為「史上最偉大的五百部電影」之一。該片也被《紐約時報》列入「史上最佳的一千部電影」之一。2010年1月，《完全電影》將《緊急追捕令》列入「史上最偉大的一百部電影」名單中。而《電視指南》和《浮華世界》也都將該片列入「五十部最佳電影」的名單之中。2014年，《Time Out》調查了幾名影評人、導演、演員和特技演員列出他們心中的最佳動作片，而《緊急追捕令》在此列表中名列七十八位。

### 票房
《緊急追捕令》在美國國內的總票房達3600萬美元，成為了1971年第四賣座的電影，這對比其400萬美元的低預算來說可謂相當成功。

## 榮譽
《緊急追捕令》已獲得了美國電影學院（AFI）的多項認可。該片在百年百大驚悚電影中排名第四十一，同時也是美國最令人心跳加速的電影之一。哈利·卡拉漢被列入百年百大英雄與反派中，作為排名第十七的最偉大電影英雄。由卡拉漢在片中說出的名言：「你應該問自己一個問題：『我感到幸運嗎？』你覺得呢，痞子？」在百年百大電影台詞中排名第五十一。而《緊急追捕令》本身也入圍過百年百大電影、百年百大電影10周年版與百年電影史電影配樂。

## 家庭媒體
《緊急追捕令》的影帶發行權為華納家庭影帶公司所有。1979年，該公司首次將該片以VHS和Betamax格式發行。《緊急追捕令》之後又於1998年、2001年和2008年三度推出重製DVD。該片已被重新以多套DVD套裝發行。2008年，《緊急追捕令》首度推出高畫質的藍光光碟；此外，在該2008年DVD的評論員是克林·伊斯威特的傳記作者理查·席克爾。《緊急追捕令》及其續集也發行了包括iTunes Store在內的各種高畫質數位版。

## 後世影響
伊斯威特在《緊急追捕令》中所飾演的哈利·卡拉漢已成為了同類型角色的代表性人物，這名直率、憤世嫉俗、非正統警探一直受到無能的上司永久性的糾纏之中。這也樹立了警察電影中「鬆散大砲」型角色的基礎風格。由於美國大眾對當時城市中日益激烈的暴力犯罪感到厭倦和沮喪，使得這部電影引起了大眾的共鳴；加上《緊急追捕令》是在當地頻頻報導地方和聯邦警察犯案等越權情形下上映的。曾撰寫過伊斯威特傳記的作家派屈克·麥吉利根認為，當時正在输掉對犯罪鬥爭的美國需要一個英雄、一個勝者。
在佛瑞德·威廉森主演的黑人剝削電影《眼鏡蛇大行動》（1987年）中，模仿了《緊急追捕令》的著名橋段「我感到幸運嗎？你覺得呢，痞子？」而電影《摩登大聖》（1994年）、《豆豆秀》（1997年）和《糊塗福星闖倫敦》（1997年）都有相同的橋段。英國虛擬樂團街頭霸王的專輯《惡靈古堡》中亦收錄了歌曲《緊急追捕令》。此外，《緊急追捕令》也是1970年代義大利警察電影「義大利式犯罪片」的主要影響者，該片在歐洲和美國都享有讚譽。
《緊急追捕令》也幫助史密斯威森M29左輪手槍和威力強大的.44麥格農的銷售提升，在電影上映後的四十年仍相當流行。2008年，據二十世紀福斯對於最熱門的電影武器之調查，.44麥格農在榜中排名第二，而第一名是《星際大戰》中的光劍。這項民意調查找了大約兩千名電影粉絲。2010年，詹姆士·喬治普洛斯在他的電影熱門槍火系列中也加入了卡拉漢所使用的槍枝。而在2014年電子遊戲《落日飆神》中收錄了同款槍枝。
在2007年電影《索命黃道帶》中，漫畫家羅伯特·格雷史密斯在戲院與警探大衛·托斯奇接觸時，在那他正和妻子一起觀看《緊急追捕令》。格雷史密斯告訴托斯奇他要抓住十二宮殺手時，托斯奇則說：「朋友？他們已經在拍電影了。」2013年諷刺喜劇片《不良喜劇》推出了一支惡搞骯髒哈利的假預告片「挑逗哈利」（Flirty Harry）；其中，挑逗哈利由安德林·布洛迪飾演。

### 模仿犯罪
據傳，《緊急追捕令》啟發了一起真實的犯罪案件，即法拉第學校綁架案。1972年10月，在《緊急追捕令》上映不久後，在澳大利亞維多利亞州有兩名持槍的男子（其中一人的姓氏剛好是「伊斯威特」）綁架了一位老師和六名小學生。他們要求州政府支付100萬美元的贖金。州政府同意付款，但孩子們設法逃脫，使歹徒被警方逮捕並入監服刑。
1981年9月，德國發生了一起與芭芭拉·麥克勒綁架案相似的案件；一名10歲的女孩厄秀拉·赫爾曼被活埋在一個裝有通風、照明和衛生系統的密閉箱中，而歹徒則向政府要求支付贖金。被綁架後48小時內，因為秋天的樹葉堵塞了通風管道，使這名女孩在該當中窒息。二十七年後，警方憑證據以綁架和謀殺的罪名逮捕了涉及該事件的一對夫婦。據《每日郵報》報導，這對夫婦是受到電影《緊急追捕令》中天蠍將綁架的女孩關於地下的密閉空間中一橋段而啟發來犯行。此外，德國電視劇《Aktenzeichen XY … ungelöst》也處理了這起案件。

## 續集
由於該片的口碑成功，所以華納兄弟又在其後推出了四部續集，分別依序為《緊急搜捕令》（1973年）、《全面追捕令》（1976年）、《撥雲見日》（1983年）和《賭彩黑名單》（1988年）；其中，僅《撥雲見日》是由伊斯威特擔任導演。

## 另見
- 在流行文化中的黃道十二宮殺手（英语：Zodiac Killer in popular culture）
- 義警電影（英语：Vigilante film）
- 《猛龍怪客》

## 備註
1. ↑  在片中，從未天蠍透露其本名；在片尾的職員表中，羅賓森的角色記名為「殺手」。該角直到電影上映後發行的小說中才透露了他的本名「查爾斯·戴維斯」[6]。
2. ↑  在片中，天蠍在挾持校車司機瑪契拉·普拉特時，曾辱罵她是「爛豬」。

## 外部連結
- 官方网站
- 互联网电影数据库（IMDb）上《緊急追捕令》的资料（英文）
- TCM电影资料库上《Dirty Harry》的资料（英文）
- AllMovie上《緊急追捕令》的资料（英文）
- 美国电影学会目录上的《Dirty Harry》（英文）
- 爛番茄上《緊急追捕令》的資料（英文）
- Box Office Mojo上《緊急追捕令》的資料（英文）
- 《緊急追捕令》的拍攝地點 （页面存档备份，存于）
- 豆瓣电影上《緊急追捕令》的資料 （简体中文）